# Draba extensa
Draba extensa là một loài thực vật có hoa trong họ Cải. Loài này được Wedd. mô tả khoa học đầu tiên năm 1864.